# Zaharia Cușnir
Zaharia Cușnir (Rosietici, 1912 – Rosietici, 1993) è stato un fotografo moldavo.
Il caso di Cușnir ricorda per certi aspetti quello della fotografa polacca Stefania Gurdowa: come è successo a lei, anche il fotografo moldavo è stato dimenticato per anni e solo per caso nella soffitta della sua casa sono stati rinvenuti 4000 negativi.

## Biografia
Non sono molte le notizie che abbiamo sulla vita di Cușnir: ultimo di 16 figli di Iacov e Ana di origini tedesche, abitava a Rosietici (che all'epoca si chiamava Climăuți) nel distretto di Soroca, frequentò le scuole elementari nel villaggio vicino di Rogojeni e il liceo pedagogico nella città di Iasi nel 1945. All'epoca Moldavia e Romania erano un unico paese e Cusnir fu impiegato per un anno come docente di geografia.
Con l'arrivo dei Sovietici la situazione mutò dal momento che il confine si spostò sul fiume Prut che, in pratica, inglobava la Moldavia all'interno dell'Unione Sovietica. La sua opposizione al nuovo regime lo portò in carcere per tre anni Cușnir fu inviato a lavorare in un kolkhoz, un lavoro duro come spostare pietre, rompere muri, trasportare argilla, scavare in terreni ghiacciati, dare da mangiare al bestiame. Più tardi e per tutta la vita lavorò come fabbro.
Sembra che abbia imparato a fotografare da un suo nipote proveniente dall'esercito e che abitava nel suo paese. Il nipote era il fotografo ufficiale della sua cittadina così Zaharia divenne fotografo ufficiale dei villaggi intorno: Rogojeni, Casunca, Tsira, Ghindesti, Rosietici e Cenușa, correndo da un paese all'altro in bicicletta con la sua Lyubitel, senza dimenticare il suo normale lavoro di fabbro.
La sua attività fotografica è attestata dal 1955 al 1972 circa. La moglie Daria e i suoi quattro figli lo rimproveravano perché fotografava anche i poveri e i mendicanti, coloro che non rappresentavano un buon esempio per gli altri.
Quando Cușnir morì nel 1993 la casa rimase vuota. Non abbiamo notizie né di sua moglie né dei suoi figli, tranne una figlia che andò a vivere col marito in una casa vicina e che è stata intervistata dallo studente che ha rinvenuto le pellicole. Questa figlia è deceduta nel 2019.
Il paese di Rosietici è quasi del tutto ormai disabitato.

## Riscoperta
Nella primavera del 2016, casualmente, il regista e fotografo Victor Galușca, studente all'Accademia di Belle Arti di Chișinău, che stava perlustrando le architetture tradizionali della campagna moldava, entrando in una casa, si è imbattuto nella valigia di Cușnir contenente circa 4000 negativi del formato 6x6, abbastanza ben conservati, di un fotografo del tutto sconosciuto.
Rintracciata la figlia, ha raccontato come la famiglia disapprovasse il suo lavoro di fotografo e di come spesso tornasse a casa ubriaco poiché era tradizione offrire da bere vino fatto in casa al fotografo.
Sebbene è possibile accostare le sue immagini a quelle di altri fotografi come August Sander o Walker Evans, egli ha sviluppato un suo stile personale e queste fotografie rappresentano uno spaccato di un mondo contadino della campagna moldava che ormai non esiste più e pertanto hanno un valore inestimabile. Le fotografie rappresentano scene di vita quotidiana, matrimoni, funerali, ritratti, feste nazionali, gruppi di persone, paesaggi.
Galușca, dopo aver preso i negativi con l'assenso della figlia, è tornato a Chișinău, e assieme al suo professore, ha iniziato il lavoro di pulizia, scansione e digitalizzazione dei fotogrammi di Cușnir. Parte di quelle immagini sono state esposte in mostre in Moldavia, Romania, Italia, Francia, Germania.